# Ryan Cochran-Siegle
Ryan Andrew Cochran-Siegle (Burlington, 27 de marzo de 1992) es un deportista estadounidense que compite en esquí alpino.
Participó en los Juegos Olímpicos de Pekín 2022, obteniendo una medalla de plata en la prueba de supergigante. En la Copa del Mundo consiguió una victoria y tres podios en total.

## Palmarés internacional
| Juegos Olímpicos | Juegos Olímpicos | Juegos Olímpicos | Juegos Olímpicos |
| Año              | Lugar            | Medalla          | Prueba           |
| ---------------- | ---------------- | ---------------- | ---------------- |
| 2022             | Pekín (China)    | Medalla de plata | Supergigante     |